# Илика (Парма)
Илика је насеље у Италији у округу Парма, региону Емилија-Ромања.
Према процени из 2011. у насељу је живело 21 становника. Насеље се налази на надморској висини од 882 м.